# 擂鼓寨遺址
擂鼓寨遺址位於四川省巴中市通江縣春在乡擂鼓寨村，文物遺址年代判定為新石器時代。2007年6月1日公佈為四川省第七批文物保護單位。